# 刘远坤
刘远坤（1957年10月—），贵州晴隆人，苗族，1977年7月加入中国共产党，1982年1月参加工作。中央党校经济学专业研究生学历，研究员。中华人民共和国政治人物、第十二届全国人民代表大会贵州地区代表。
1982年1月，毕业于贵州农学院农学系农学专业学习。2006年11月担任贵州省发展和改革委员会主任。2008年起担任全国人大代表。2013年，担任全国人大代表。2013年2月任贵州省人民政府副省长。2018年1月30日起，任贵州省人大常委会副主任。2021年1月，辞去省人大常委会副主任职务。